# Togrenda
Togrenda är en tidigare tätort i Ås kommun i Akershus fylke i sydöstra Norge.